# Benjamin Donnelly
Benjamin Donnelly (* 22. srpna 1996) je kanadský rychlobruslař.
Na začátku roku 2013 se poprvé představil v závodech Světového poháru juniorů, o několik týdnů později debutoval i na juniorského světového šampionátu. Od podzimu 2015 závodí v seniorském Světovém poháru. Již na svém premiérovém Mistrovství světa 2016 získal s kanadským týmem bronzovou medaili ve stíhacím závodě družstev. Zúčastnil se Zimních olympijských her 2018, kde v závodě na 1500 m skončil na 31. místě a ve stíhacím závodě družstev byl sedmý.